# Багали
Багали (азерб. Bağəli) — село в Исмаиллинском районе Азербайджана.

## География
Расположено на правом берегу реки Гирдыманчай к северо-западу от районного центра Исмаиллы.

## Этимология названия
Населенный пункт был основан в XIX веке выходцами из Лагича. На татском языке слово багала (bəğələ) имеет значения «ежевика» и «малина».

## История
Согласно данным издания «Административное деление АССР», подготовленным в 1933 году Управлением народно-хозяйственного учёта Азербайджанской ССР (АзНХУ), по состоянию на 1 января 1933 года Бегала входило в состав Лагичского сельсовета Исмаиллинского района Азербайджанской ССР. В селе проживало 114 человек в 34 хозяйствах. среди которых было 60 мужчин и 54 женщины. Национальный состав сельсовета, к которому относилось село Бегала, состоял преимущественно из татов — 97,0 %.
В 1960-х годах Багали являлось одним из сёл Лагичского посёлкового сельсовета Исмаиллинского района. В 1970-х годах вместе с населёнными пунктами Лагич, Аракит, Гарча, Намазгях, Кенаа так же образовывало Лагичский посёлковый совет Исмаиллинского района Азербайджанской ССР.

### Известные уроженцы
Уроженкой Багали является Сахиба Аббас кызы Абдуллаева — азербайджанская певица и актриса, удостоенная медали «Тарагги».